# ليفينغستون إل. بيدل جونيور
ليفينغستون إل. بيدل جونيور (بالإنجليزية: Livingston L. Biddle, Jr.)‏ هو مؤرخ الفن ومؤرخ أمريكي، ولد في 26 مايو 1918، وتوفي في 3 مايو 2002.